# SDガンダム OVER GALAXIAN
『SDガンダム OVER GALAXIAN』は1996年6月28日にバンダイから発売されたPlayStation用ゲームソフトで、「SDガンダム」を題材にしたシューティングゲーム。

## 概要
タイトルのとおり、ギャラクシアンのキャラクターをSDガンダムに置き換えた作品。ナムコから使用許諾を受けている。ナレーションは、原作のナレーションをしている永井一郎。
機動戦士ガンダムおよびGチェンジャーのキャラクターを操作して敵を倒していく。

## プレイモード
G CHANGER STORY
Gチェンジャーのストーリーが遊べる。全7ステージ。
GUNDAM STORY
機動戦士ガンダムのストーリーを再現。
画面は若干後ろからみた感じになっており、立体感があるように工夫されている。主要キャラ出現時は画面がアップになり、一撃では倒せないようになっている。
パワーアップアイテムも出現し、「ガンキャノン」や「コア・ファイター」等が援軍にきたり、バズーカ等のアイテムが出現する。
GALAXIAN REMIX
ギャラクシアンのキャラクターをガンダムに入れ替えたモード。
1P VS 2P
対戦モード。ガンダムの他に、ガンキャノン・ガンタンク・ザクII・ゲルググも選択できる。